# Ruthvenfield

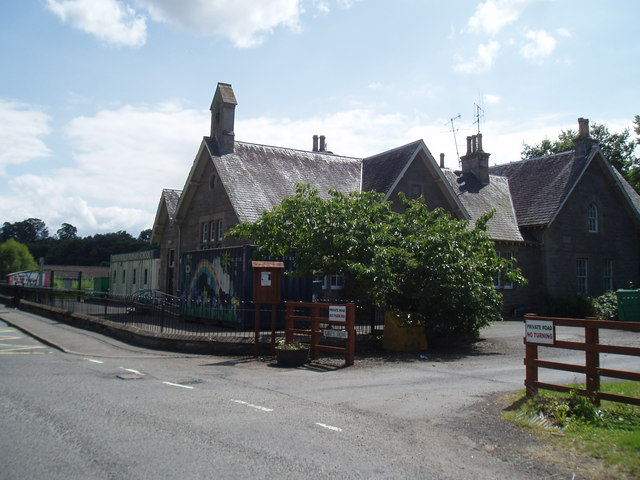
Schulgebäude von Ruthvenfield

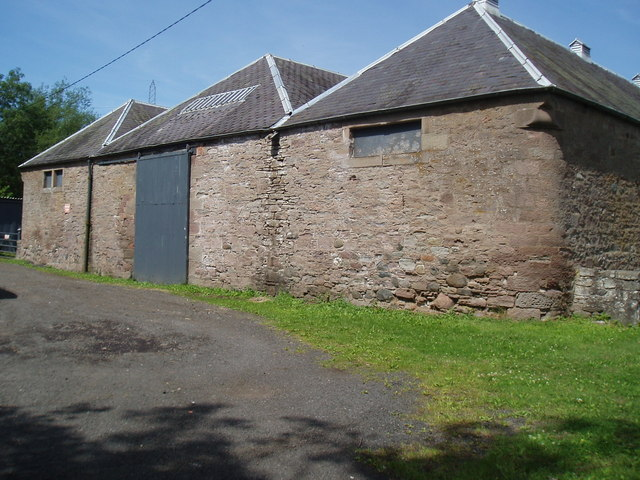
Bauernhof bei Ruthvenfield

Ruthvenfield ist eine Ortschaft, die im Norden von Schottland nordwestlich von Perth in der Council Area Perth and Kinross liegt. Im Rahmen der historischen Gliederung Schottlands in Civil Parishes zählt es zu Tibbermore, das zu Perthshire gehörte.

## Geographie
Ruthvenfield liegt am südlichen, rechten Ufer des Flusses Almond, kurz vor dessen Mündung in den Tay. Nach Perth sind es etwa drei Kilometer. Weitere Ortschaften in der Nähe sind Almondbank im Nordwesten sowie Huntingtower im Südwesten.

## Historisch Bedeutsames
Ruthvenfield entstand im Laufe des 18. Jahrhunderts im Zusammenhang mit der Entwicklung einer lokalen Textilindustrie. Der Name bezieht sich auf den Clan Ruthven. Zwei Bauwerke wurden als Listed Building in unterschiedlichen Kategorien eingestuft. Dies sind Ruthven House sowie eine Häuserzeile, die Grey Row.

## Sonstiges
In Ruthvenfield befindet sich eine Primary School.